# Средња школа „Жикица Дамњановић”
Средња школа „Жикица Дамњановић” је средња стручна школа чији је оснивач Република Србија. Основана је 1919. године, налази се у Смедеревској Паланци.

## Историјат
Школа „Жикица Дамњановић” је средња школа која има веома дугу традицију у васпитању и образовању младих за директно укључивање у рад, као и за даљи наставак школовања.
Школа, као образовна институција, основана је 1919/20. године као Занатско-трговинска школа, да би касније прерасла у Продужену занатску школу, која је 1946. године добила назив Школа ученика у привреди у којој се школују кадрови веома различитих занатских занимања за потребе привреде Јасеничког округа. Захваљујући томе што је школовала ученике за рад у привреди, школа се, међу ученицима и грађанима Смедеревске Паланке, популарно назива „Привреда”
Од 1967. године то је школа за квалификоване раднике која се у свом раду веома брзо развија ширећи лепезу занимања за која се ученици оспособљавају, а и број ученика и одељења рапидно расте.
Са увођењем усмереног образовања у овој школи се изучавају заједничке основе, а у другој фази више атрактивних занимања у оквиру Правно-биротехничке, Физичко-техничке, Угоститељско-туристичке и Пољопривредне струке.
Даљом трансформацијом и рационализацијом у образовању, а у складу са потребама Општине и Региона, ова образовно-васпитна установа прерасла је у средње стручну Хемијско - технолошку и прехрамбену школу 
Од школске 2001/2002. године школа је у оквиру Медицинске школе са домом ученика „Сестре Нинковић” из Крагујевца уписивала по два одељења подручја рада Здравство и социјална заштита у профилима медицинска сестра техничар и педијатријска сестра техничар. Решењем Министарства просвете и науке број 022-05-00535/94-03 од 28.04 2011. школа је верификована за остваривање наставних планова и програма у подручја рада Здравство и социјална заштита у профилима медицинска сестра техничар и педијатријска сестра техничар.
Министарство просвете и науке својим решењем број 611-00-00487/2011-03 од 12.07.2011.године дало сагласност о промени назива школе. На основу одлуке Школског одбора од 28.06. 2011.године и одговарајућег захтева упућеног Министарству, школа од 1.септембра 2011. године носи назив Средња школа „Жикица Дамњановић“.

## Врста образовања
Од 1990. године, од када је трансформисана у Хемијско – технолошку прехрамбену школу, школовање ученика се реализује оквиру три подручја рада - Хемија, неметали и графичарство, Пољопривреда, производња и прерада хране. Од 2001. године школа уписује ученике у подручју рада Здравство и социјална заштита . У оквиру ових подручја ученици се школују у оквиру следећих образовних профила: 
- Техничар за индустријску фармацеутску технологију
- Техничар за заштиту животне средине
- Техничар за графичку припрему
- Техничар графичке дораде
- Хемијски лаборант
- Хемијско - технолошки техничар
- Прехрамбени техничар
- Техничар за биотехнологију
- Месар
- Пекар
- Оператер у прехрамбеној индустрији
- Произвођач млека
- Медицинска сестра – техничар

## Наставнички кадар
Школа запошљава високо квалификоване и професионалне наставнике који у оквиру наставно – образовног програма спроводе наставу како на теоријском тако и на практичном нивоу. У зависности од броја одељења и образовних профила које уписује број ангажованих наставника и сарадника у настави у периоду од 2001.- 2020. године кретао се од 60 до 90. 

## Опремљеност школе
У периоду од 1980. - 2001. опремљеност школе и капацитети школске опреме се повећавала. У школској 2019/20. школа располаже са десет класичних учионица, специјализованим учионицама (кабинетима) за друштвену групу предмета, српски језик и књижевност, математику, прехрамбену групу предмета, групу предмета здравствене неге. Поред тога у школи постоје две хемијске лабораторије као и пекара у којима се одвија практична настава. Због врсте образовања које нуди, Због врсте образовања које нуди и у складу са потребама практичне наставе, школа током целокупног свог постојања сарађује са привредним предузећима и има потписане споразуме о сарадњи са многим предузећима на територији Смедеревске Паланке и околних градова. Настава физичког васпитања као и спортски турнири и такмичења одржавају се на спољашњим теренима за кошарку, мали фудбали и одбојку али и у импровизованој спортској сали која је опремљена справама за атлетику и два стола за стони тенис.

## Ученици
Број ученика школе варира у зависности од школске године. У периоду од 2001. до 2020. године број ученика се кретао од 450 до 900. Школа, поред примарне теоријске и практичне наставе, ученицима пружа и секундарне наставне и ваннаставне садржаје попут великог секција. Захваљујући врсти образовања које пружа, школа нуди одговарајуће садржаје и сервисе као развијање предузетничког духа и припрему ученика за рад и одговараће делатности за које се школују. Од 2018. године у оквиру наставе предузетништва, у школи је регистровано две Ученичке компаније које послују према смерницама организације Достигнућа младих у Србији.